# Svømning under sommer-OL 2020 – 4x200 m fri (damer)
4x200 m fri for damer under Sommer-OL 2020 fandt sted den 28. juli - 29. juli 2021 i Tokyo Aquatics Centre.

## Medaljefordeling
| Medaljetagere | Medaljetagere | Medaljetagere | Medaljetagere |
| --- | --- | --- | ------------- |
| Guld | Sølv | Bronze |               |
| Kina · Yang Junxuan (1:54.37) · Tang Muhan (1:55.00) · Zhang Yufei (1:55.66) · Li Bingjie (1:55.30) · Dong Jie[b] · Zhang Yifan[b] | USA · Allison Schmitt (1:56.34) · Paige Madden (1:55.25) · Katie McLaughlin (1:55.38) · Katie Ledecky (1:53.76) · Brooke Forde[b] · Bella Sims[b] | Australien · Ariarne Titmus (1:54.51) · Emma McKeon (1:55.31) · Madison Wilson (1:55.62) · Leah Neale (1:55.85) · Tamsin Cook[b] · Meg Harris[b] · Mollie O'Callaghan[b] · Brianna Throssell[b] |               |

## Turneringsformat
Konkurrencen bliver afviklet med indledende heats og finale. Efter de indledende heats går de 8 bedste tider videre til finalen, hvor medaljerne bliver fordelt.

## Tidsplan
Nedenstående tabel viser tidsplanen for afvikling af konkurrencen:
Alle tider er japansk standard tid (UTC+9)
| Dato          | Tid   | Runde  |
| ------------- | ----- | ------ |
| 28. juli 2021 | 20:17 | Heats  |
| 29. juli 2021 | 12:31 | Finale |

## Resultater

### Heats
| Placering | Heat | Bane | Nation                    | Svømmere | Tid             | Noter |
| --------- | ---- | ---- | ------------------------- | --- | --------------- | ----- |
| 1         | 2    | 4    | Australien                | Mollie O'Callaghan (1:55.11) Meg Harris (1:57.01) Brianna Throssell (1:56.46) Tamsin Cook (1:56.03)               | 7:44.61         | Q     |
| 2         | 1    | 4    | USA                       | Bella Sims (1:58.59) Paige Madden (1:55.96) Katie McLaughlin (1:56.02) Brooke Forde (1:57.00)                     | 7:47.57         | Q     |
| 3         | 1    | 5    | Kina                      | Tang Muhan (1:57.29) Zhang Yifan (1:57.63) Dong Jie (1:57.77) Li Bingjie (1:56.29)                                | 7:48.98         | Q     |
| 4         | 2    | 5    | Canada                    | Katerine Savard (1:58.18) Rebecca Smith (1:55.99) Mary-Sophie Harvey (1:57.53) Sydney Pickrem (1:59.82)           | 7:51.52         | Q     |
| 5         | 2    | 3    | Ruslands Olympiske Komité | Anastasia Guzhenkova (1:57.26) Valeriya Salamatina (1:58.87) Veronika Andrusenko (1:57.77) Anna Egorova (1:58.14) | 7:52.04         | Q     |
| 6         | 1    | 3    | Tyskland                  | Isabel Gose (1:57.29) Leonie Kullmann (1:59.00) Marie Pietruschka (1:58.73) Annika Bruhn (1:57.04)                | 7:52.06         | Q     |
| 7         | 1    | 2    | Frankrig                  | Charlotte Bonnet (1:57.61) Assia Touati (1:58.59) Lucile Tessariol (1:59.39) Margaux Fabre (1:59.46)              | 7:55.05         | Q     |
| 8         | 2    | 6    | Ungarn                    | Zsuzsanna Jakabos (1:59.19) Laura Veres (1:57.88) Evelyn Verrasztó (2:00.35) Ajna Késely (1:58.74)                | 7:56.16         | Q     |
| 9         | 1    | 6    | Japan                     | Chihiro Igarashi (1:57.87) Rio Shirai (1:59.94) Nagisa Ikemoto (2:00.25) Aoi Masuda (2:00.33)                     | 7:58.39         |       |
| 10        | 2    | 7    | Brasilien                 | Aline Rodrigues (2:00.15) Larissa Oliveira (2:01.50) Nathalia Almeida (1:59.18) Gabrielle Roncatto (1:58.67)      | 7:59.50         |       |
| 11        | 1    | 1    | Sydafrika                 | Aimee Canny (1:58.41) Rebecca Meder (2:00.53) Duné Coetzee (1:59.75) Erin Gallagher (2:02.87)                     | 8:01.56         |       |
| 12        | 2    | 1    | New Zealand               | Erika Fairweather (1:57.38) Carina Doyle (2:02.18) Eve Thomas (2:00.75) Ali Galyer (2:05.85)                      | 8:06.16         |       |
| 13        | 1    | 7    | Tyrkiet                   | Viktoriya Zeynep Güneş (2:04.42) Beril Böcekler (2:02.03) Deniz Ertan (2:04.15) Merve Tuncel (2:00.36)            | 8:10.96         |       |
| 14        | 1    | 8    | Sydkorea                  | Jung Hyun-young (2:01.27) Kim Seo-yeong (1:59.98) Han Da-kyung (2:04.38) An Se-hyeon (2:05.53)                    | 8:11.16         |       |
| 15        | 2    | 2    | Italien                   | Stefania Pirozzi (2:01.64) Anna Chiara Mascolo Giulia Vetrano Federica Pellegrini                                 | Diskvalificeret |       |
| 15        | 2    | 8    | Hongkong                  | Stephanie Au Camille Cheng Siobhan Haughey Ho Nam Wai                                                             | DNS             |       |

### Finale
| Placering                        | Bane | Nation                    | Svømmere | Tid     | Noter |
| -------------------------------- | ---- | ------------------------- | --- | ------- | ----- |
| 1                                | 3    | Kina                      | Yang Junxuan (1:54.37) Tang Muhan (1:55.00) Zhang Yufei (1:55.66) Li Bingjie (1:55.30)                            | 7:40.33 |       |
| 2. plads, sølvmedaljemodtager(e) | 5    | USA                       | Allison Schmitt (1:56.34) Paige Madden (1:55.25) Katie McLaughlin (1:55.38) Katie Ledecky (1:53.76)               | 7:40.73 |       |
| 3                                | 4    | Australien                | Ariarne Titmus (1:54.51) Emma McKeon (1:55.31) Madison Wilson (1:55.62) Leah Neale (1:55.85)                      | 7:41.29 |       |
| 4                                | 6    | Canada                    | Summer McIntosh (1:55.74) Rebecca Smith (1:57.30) Kayla Sanchez (1:55.59) Penny Oleksiak (1:55.14)                | 7:43.77 |       |
| 5                                | 2    | Ruslands Olympiske Komité | Anna Egorova (1:58.22) Valeriya Salamatina (1:58.31) Veronika Andrusenko (1:58.17) Anastasia Guzhenkova (1:57.45) | 7:52.15 |       |
| 6                                | 7    | Tyskland                  | Isabel Gose (1:58.63) Leonie Kullmann (1:59.19) Marie Pietruschka (1:58.36) Annika Bruhn (1:57.71)                | 7:53.89 |       |
| 7                                | 8    | Ungarn                    | Zsuzsanna Jakabos (1:58.61) Laura Veres (1:59.71) Ajna Késely (1:58.14) Boglárka Kapás (2:00.16)                  | 7:56.62 |       |
| 8                                | 1    | Frankrig                  | Charlotte Bonnet (1:58.08) Assia Touati (1:58.82) Lucile Tessariol (2:00.86) Margaux Fabre (2:00.39)              | 7:58.15 |       |